# Topsentia lacazii
Topsentia lacazii är en svampdjursart som först beskrevs av Schmidt 1868.  Topsentia lacazii ingår i släktet Topsentia och familjen Halichondriidae. Inga underarter finns listade i Catalogue of Life.